# Тафаззул Хусейн Кашмірі
Аллама Тафаззул Хусейн Хан Кашмірі (1727–1801; урду : علامہ تفضل حسین کشمیری), також відомий як Хан-і-Аллама, був шиїтським богословом, фізиком та філософом. Він зробив переклад «Начал» Ісаака Ньютона арабською мовою.

## Раннє життя та освіта
Аллама Тафаззул Хусейн Кашмірі народився у впливовій кашмірській родині в Сіалкоті в 1727 році. Його дід, Карамулла, був видатним ученим свого часу і служив міністром під керівництвом Міра Манну, губернатора Лахора. У 13 років його батько переїхав до Делі, де Тафаззул Хусейн Кашмірі почав вивчати основи логіки та філософії під керівництвом Мулли Ваджіха, учня видатного сунітського вченого Мулли Нізам-уд-Діна. Він вивчав математику у Мірзи Мухаммеда Алі. У віці 18 років його родина переїхала до Лакхнау, де він вступив до семінарії Фірангі Махал . Незабаром у нього виникли сумніви щодо вчення сунітського ісламу та філософії, і він вийшов із семінарії та почав навчатися самостійно. Потім він прийняв шиїтський іслам і почав вивчати сучасну науку та астрономію того часу.  Він вивчив псевдонаукову філософію Мулли Садра у Фірангі Махалі , але пішов далі. І

історик науки Саймон Шаффер пише:
«Народжений у північному Сіалкоті в рік смерті Ньютона, Тафаззул належав до відомої родини, яка була наверненою до шиїзму та близька до двору Моголів, що вже почав занепадати. Він вивчав логіку, математику та натурфілософію в імперській столиці Делі, потім переїхав до Авада в 1745 році, де швидко здобув прихильність  наваба Шуджа уд-Даула. Тафаззул вступив у Лакхнау до знаменитого коледжу  Фірангі Махал, що був розташований у колишньому будинку голландського торговця, який перейшов у володіння імператора Аурангзеба в 1693 році для використання новітньої навчальної програми, розробленого вченим Нізам-уд-діном Сахалві, в якої навчання кандидатів на придворні та адміністративні посади здійснювалося згідно греко-арабської раціоналістичної традиції. О світа, яку отримували учні в цьому коледжі цінувалося як у Великих Моголов, так і в британській системі освіти та державного управління. Знатні особи, такі як клан Тафаззула, використовували ресурси індо-перської літературної та натурфілософської традиції та раціоналістичних наук,, які він вивчав у Делі та Лакхнау,  з політичною метою. Занурення в класичну логіку та математику, включаючи ісламські коментарі до Евкліда та Птолемея, поєднувалося з оволодінням адміністративним та цивільним правом»  .

## Наукова кар'єра
Наваб Шуджа уд Даула призначив його вихователем свого сина Саадат Алі Хана в Аллахабаді. Там його учнем став тоді молодий Саєд Ділдар Алі Накві, який пізніше став відомий як Гуфран Мааб. За часів наваба Асафа уд Даули Аллама Кашмірі був призначений послом при дворі генерал-губернатора Ост-Індської компанії в Калькутті. Там він вивчив грецьку, латинську та англійську мови та почав перекладати наукові праці європейських вчених на арабську мову, щоб подолати розрив між європейською науковою революцією та мусульманськими та індійськими навчальними традиціями.  Наука почала процвітати в Європі у XVIII столітті завдяки публічним обговоренням у кав’ярнях, пабах, магазинах, ярмарках та інших громадських місцях. До кінця вісімнадцятого століття нашої ери Калькутта стала великим центром культурного обміну, де кілька наукових праць, як-от «Введення в електрику» Джеймса Фергюсона, «Повний трактат про електрику» Тіберія Кавалло та його «Есе з теорії і практики медичної електрики», були в обігу «Есе про електрику» Джорджа Адамса, «Фактизація» Томаса Беддоза, «Хімія» Жана-Антуана Шапталя та наукові журнали, такі як «Філософський журнал». Члени Азійського товариства, заснованого Вільямом Джонсом у 1784 році, проводили дискусії з філософії. 

### Працює
Він є автором наступного: 
- Коментар на Конічні перетини  Аполлонія .
- Два трактату з алгебри .
- Коментар на Конічні перетини Діофанта .
- Переклад Начал Ісаака Ньютона .
- Книга з фізики .
- Книга із західної астрономії .

### Співпраця з Джеймсом Дінвідді
Джеймс Дінвідді спочатку навчив його оптиці, а потім сучасній геометрії. На його подив, Тафаззул мав проблеми з використанням математики. Він зауважив:

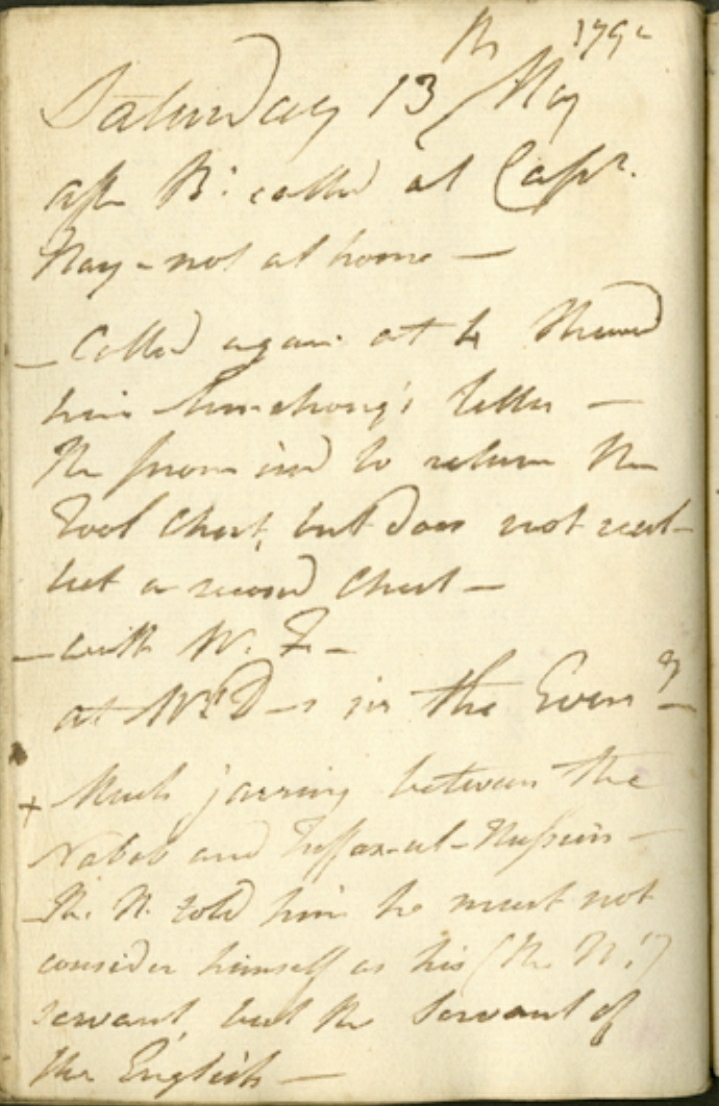
Джеймс Дінвідді зазначає у своєму щоденнику: «Між Набобом і Тафаззулом Хусейном багато суперечок — N сказав йому, що він повинен вважати себе не своїм (N) слугою, а слугою англійців». Dinwiddie Journal B 39–13 травня 1797 р.

«Дещо ненормально, що людина, яка читає так багато теорії, не знає практичної математики». 

### Неприйняття сунітського ісламу
Шах Абдул Азіз, син шаха Валіулли Дехлаві, вважав його відступником через деякі його погляди. 

## Смерть
У 1799 році у нього стався крововилив у мозок, внаслідок якого його тіло було параліченим. Він помер, подорожуючи з Банараса до Лакхнау 3 березня 1801 року.

## Дивитися також
- Рубен Берроу
- Джеймс Дінвідді
- Шуджа-уд-Даула
- Ділдар Алі Насірабаді
- Мірза Абу Таліб Хан
- Сер Сайєд Ахмад Хан
- Первез Худбхой

## Зовнішні посилання
- Життя Аллами Тафаззула Хусейна Хана (1908) [Архівовано 18 березня 2022 у Wayback Machine.]
- Нотатки лекції доктора Джеймса Дінвідді про сили і рух